# Раєвський Сергій Олександрович
Сергій Олександрович Раєвський (1844—1940)  — діяч народної освіти, попечитель Харківського навчального округу.

## Біографія

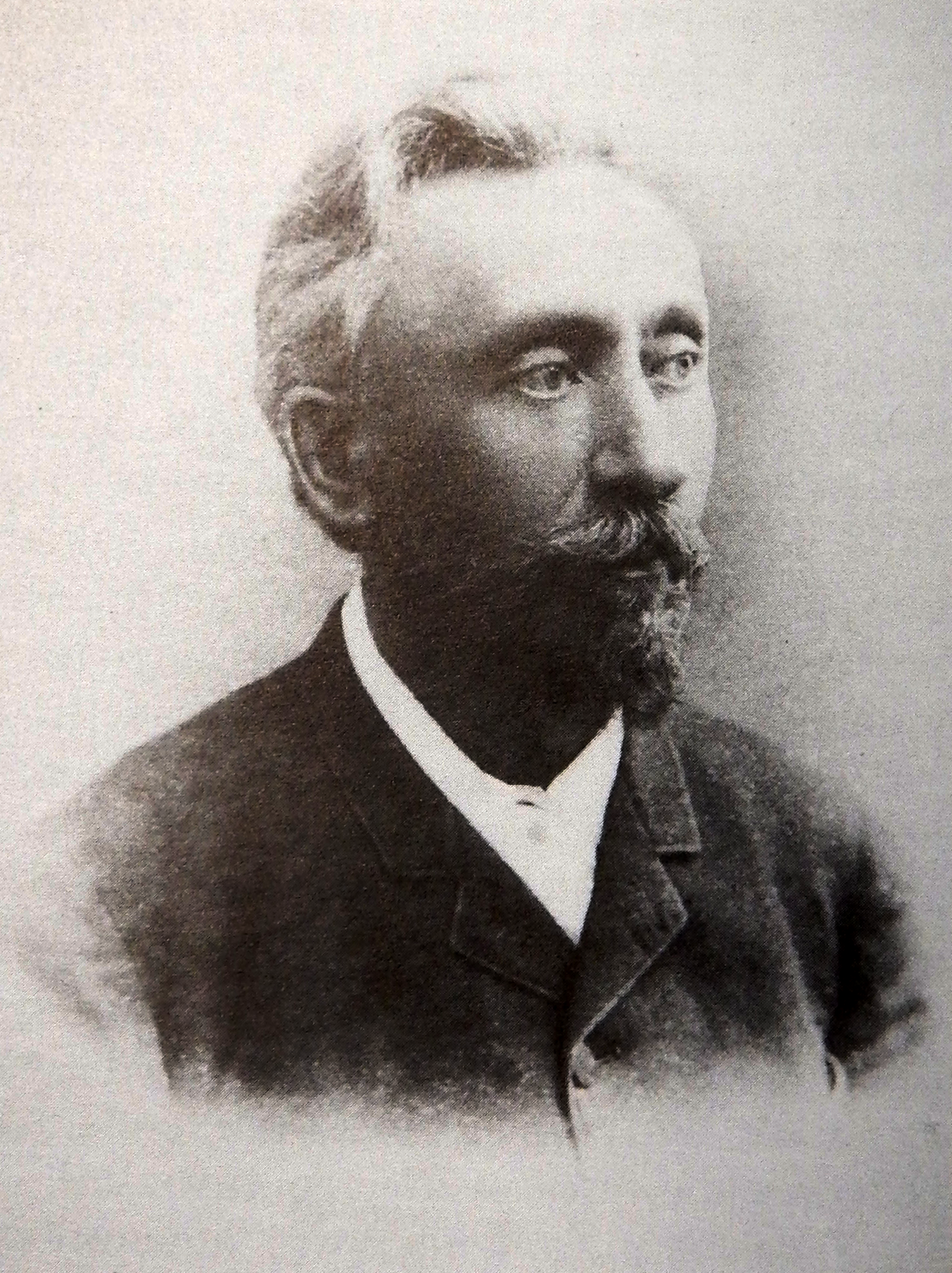
Сергій Раєвський. Кінець XIX сторіччя

Походив з роду харківського дрібномаєтного дворянства, однієї з гілок дворянського роду Раєвських. У 1863 році він одним з кращих випускників закінчив 1-шу Харківську гімназію і вступив до фізико-математичного факультету Харківського університету, який закінчив зі званням кандидата. Уже на другому курсі він став поєднувати навчання з неоплачуваної роботою вчителя в першій жіночій гімназії. Педагогічну діяльність продовжив учителем математики у реальному училищі.
У 1869 році став членом Харківського товариства грамотності. Брав активну участь у терміновій розробці другого статуту організації у 1910 році, коли Міністерство внутрішніх справ порушило питання про закриття ХГО. З 1911 до першої половини 1914 років голова товариства.
Раєвський організував у Харкові народні читання і як незмінний голова Комісії народних читань, поширив її діяльність по влаштуванню читань на повітові міста і села Харківської губернії. Видав книгу «Руководство к устройству и ведению публичних народніх чтений». Діяльну участь брав в Товаристві виправних притулків. У службу він вступив 17 серпня 1874 року.
З 1879 по 1917 рік обирався гласним Харківської міської думи. З його ініціативи в Харкові були відкриті ремісниче училище, художній музей (1886). Працюючи в реальному училищі, а потім окружним інспектором навчального округу, Раєвський дослужився до чину дійсного статського радника (з 01.01.1898).
З ініціативи Раєвського за підтримки губернатора Г. А. Тобізена і фінансової допомоги П. І. Харитоненка (виділив 2 тис. руб.) 4 червня 1900 року відбулася урочиста закладка Товариством грамотності будівлі Народного дому. Урочисте відкриття відбулося 2 лютого 1903 року. Народний дім став третім у Росії: перший відкритий в Нижньому Новгороді, другий — в Санкт-Петербурзі. У Народному домі читалися лекції, проходили концерти. 5 березня 1903 року та 30 квітня 1905 року виступав Ф. І. Шаляпін. У Народному домі працювали вечірні школи і драматичний гурток, яким керував етнограф Г. М. Хоткевич; сюди приїжджав К. С. Станіславський. На міжнародній виставці в Брюсселі харківський Народний дім був відзначений почесним дипломом.
З 28 березня 1906 року по 31 березня 1908 року С. А. Раєвський був попечителем Харківського навчального округу. 1908 року вийшов у відставку з виробництвом в чин таємного радника.
Раєвський став членом кадетської партії. Продовжував домагатися різних поліпшень у сфері народної освіти: подав записку про введення в губернії загальної початкової освіти, клопотав про відкриття вищих жіночих курсів, облаштовував виправні притулки.
У 1919 році він вітав вхід до Харкова військ А. І. Денікіна. Нова адміністрація на чолі з генералом В. З. Май-Маєвським провела вибори в міську думу, куди був обраний і С. А. Раєвський. Однак це депутатство тривало менше півроку, до приходу Червоної армії. У квітні 1921 він опинився в числі обвинувачених у справі «Національного центру», члени якого підтримали білогвардійську влада — серед 23 підслідних голосних думи був і Раєвський. На суді з'ясувалося, що відкриваючи одне із засідань міської думи, як найстарший голосний, Раєвський виголосив промову, в якій говорив про необхідність допомоги Добровольчої армії в справі подолання ворога. Рішення суду було дивним: незважаючи на заклики обвинувача до суворих заходів, гласних думи були або засуджені умовно, або виправдані, — щодо Раєвського: «… беручи до уваги його багаторічну роботу на освітянській ниві широких робітничих мас — вважати по суду виправданим».
Упродовж 1900—1918 років член Правління Харківської громадської бібліотеки (нині Харківська державна наукова бібліотека імені В. Г. Короленка). Брав участь у роботі комісії з організації філіального відділу: зборі коштів і книжкових пожертв, розробці правил для користувачів та інструкцій для службовців філіалу (1900). Організовував передачу дублетних книг та журналів за минулі роки до бібліотек повітових міст Харківської губернії. У складі будівельної комісії сприяв заохочуванню субсидій на будівництво будівлі бібліотеки, забезпечував заготівлю будівельних матеріалів. 12 вересня 1912 року одноголосно вибраний Головуючим урочистих зборів членів бібліотеки, присвячених святкуванню 25 річниці Харківської громадської бібліотеки, — «свята не лише Бібліотеки, але і всього Харкова».

## Родина
Дружина: Марія Дмитрівна Раєвська-Іванова (1840—1912) — перша жінка у Росії, яка отримала диплом Петербурзької академії мистецтв і звання класного художника (1868). 1869 відкрила в Харкові приватну школу малювання та живопису, в якій Раєвський став викладати креслення. Дуже скоро Сергій Раєвський і Марія Іванова одружилися і через деякий час школа переїхала в будинок, побудований Раєвським (вулиця Чернишевська, 6), де вона перебувала аж до побудови шкільної будівлі на Каплунівській вулиці. Будинок зберігся, нині це житловий будинок.
Син: Олександр Сергійович Раєвський (1872—1924) — вчений, конструктор паровозів.

## Пам'ять
1919 року Народному дому в Харкові було присвоєно ім'я Сергія Раєвського.

## Нагороди
- Орден Святого Станіслава 2-го ступеня (1887)
- Орден Святої Анни 2-го ступеня (1890)
- Орден Святого Володимира 4-го ступеня (1894)
- Орден Святого Володимира 3-го ступеня (1901)
- Орден Святого Станіслава 1-го ступеня (1904)
- Орден Святої Анни 1-го ступеня (1907)